# Bazilică civilă

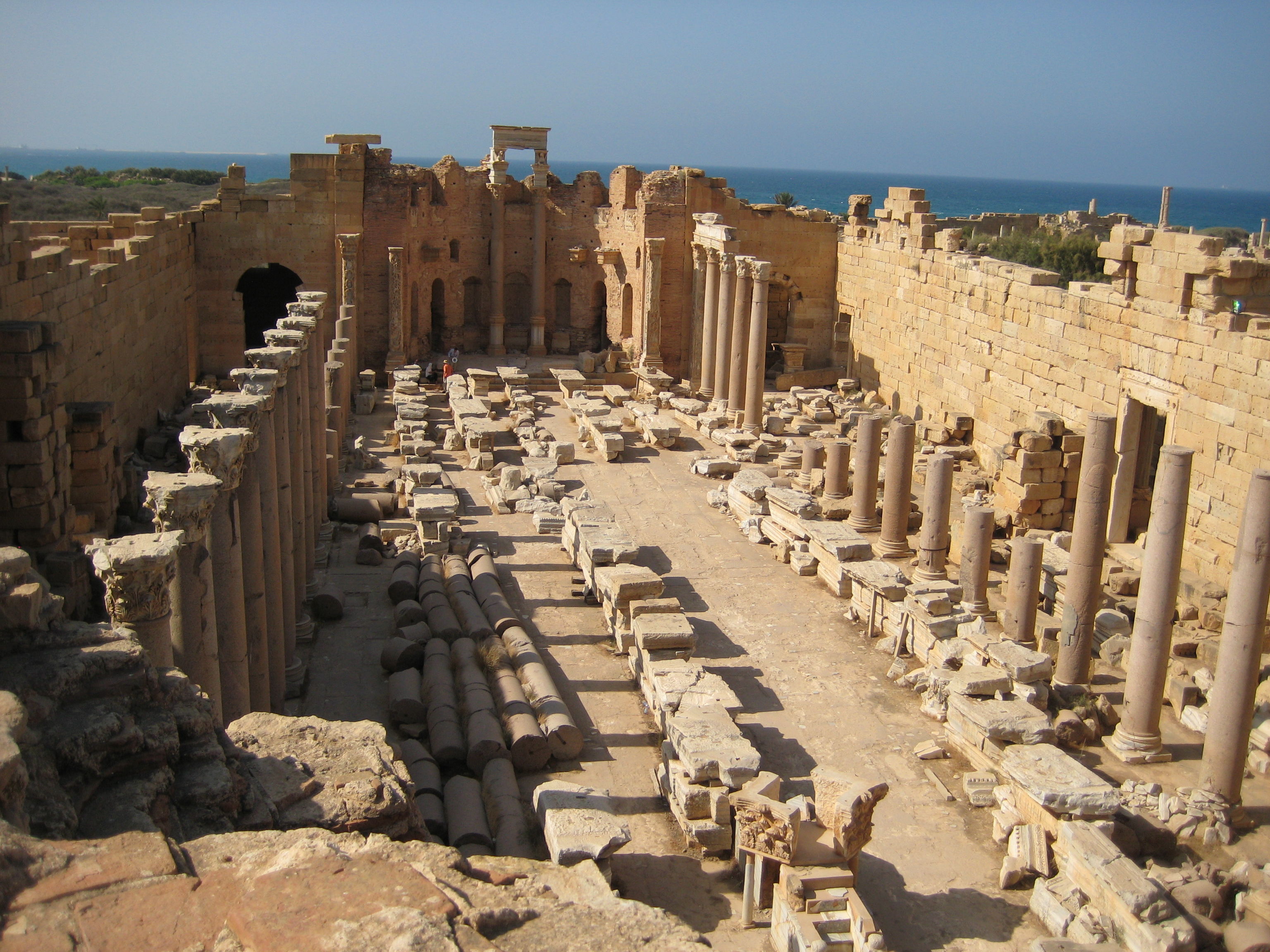
Bazilica Severilor de la Leptis Magna.

O bazilică civilă, sau mai simplu bazilică (din latină basilica), desemna în Antichitate un edificiu public mare având un caracter semisacru, destinat pentru a găzdui ședințe de judecată, adunări publice, magazine comerciale și cămătari.    
Acest tip de clădire, care oferă un vast spațiu acoperit, a apărut în arhitectura Greciei antice, înainte de a fi integrat și dezvoltat în arhitectura romană, devenind o clădire caracteristică a orașelor romane.
Bazilicile antice nu au aceleași funcții religioase ca templele, spre deosebire de bazilicile creștine.

## Origine și etimologie

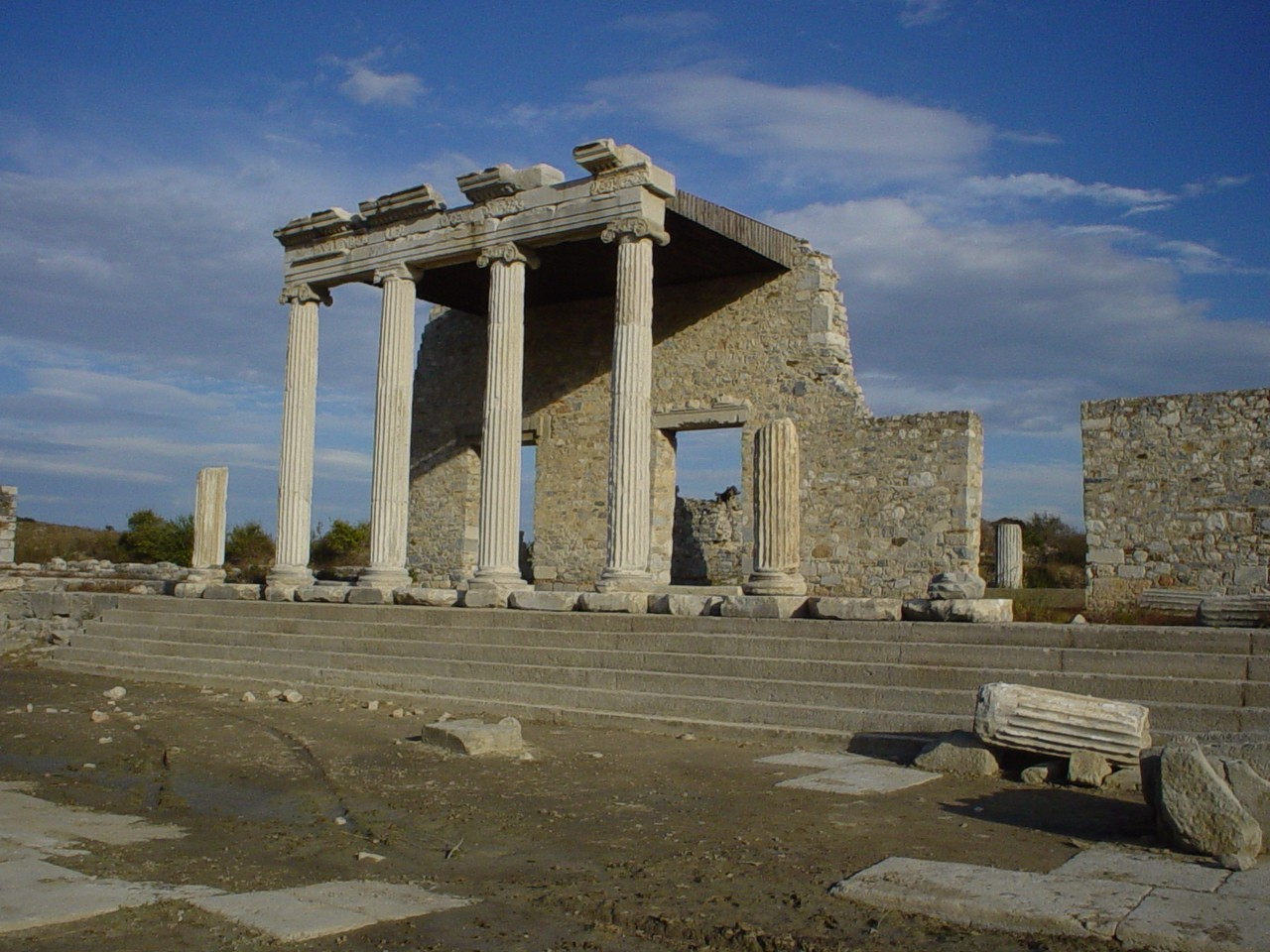
Stoa ionică de-a lungul Căii Sacre din Milet.

Cuvântul bazilică, împrumutat din latină basilica, este format din două elemente grecești, basileus însemnând „rege” și sufixul adjectival feminin -ikê. Expresia completă este βασιλικά οἰκία ('basilika oikia) care înseamnă sală regală. Era atât locul în care regele sau reprezentanții săi acordau audiențe publice sau făceau dreptate, cât și un loc de adunare publică.
Este o stoa grecească (στοάά), un spațiu public acoperit destinat să protejeze diverse activități de intemperii, care a dobândit în timp o specializare funcțională, precum stoa basileios din Atena, care este sediul arhontelui rege. Are un portic închis în spate de un zid masiv și se deschide în față printr-un pridvor cu o colonadă spre spațiul public (agora).

## Bazilica romană
Bazilica romană, care a apărut în secolul al II-lea î.Hr., s-a inspirat și a preluat numele de la stoa basileios.
În Roma Antică, bazilica urmează aceeași evoluție ca stoa greacă și, inițial prevăzută ca spațiu public la adăpost de intemperii, ea a sfârșit prin a se specializa în anumite activități, în esență judiciară, toate bazilicile romane fiind folosite pentru administrarea justiției. La Roma, tribunii plebei își țin audiențele în basilica Porcia, iar tribunalul Centumvirilor se reuneste în basilica Iulia. Acest tip de edificiu, oferind un vast spațiu adăpostit și degajat, dobândește o importanță deosebită de la începutul secolului al II-lea î.Hr., epocă de la care cea mai mare parte a tribunalelor îl utilizează în întregul Imperiu. Fiecare oraș roman dezvoltat posedă o bazilică, adesea situată în imediata proximitate a forumului. Prăvăliile (tabernae) sunt uneori asociate cu bazilicile romane, deschizându-se în exterior, ca în cazul bazilicii Aemilia (tabernae novae), sau în interior, ca în cazul bazilicii Julia. Aceste prăvălii pot găzdui activități ale bancherilor și ale agenților de amanet.

### Planul tip
Bazilica romană are, de obicei, un plan dreptunghiular, cu cel puțin un capăt ocupat de o absidă care servește drept tribunal  sau care adăpostește statuia împăratului roman. Dacă bazilica are o absidă la fiecare capăt, este o bazilică cu două abside. Absidele, sau exedrele, pot fi incluse în planul dreptunghiular sau îl pot prelungi, ca în cazul bazilicii Ulpia. Interiorul bazilicii este divizat în mai multe nave prin rânduri de coloane simple sau duble. Nava centrală (spatium medium), mai largă și ocupând aproape întreaga lungime a planului dreptunghiular, este flancată de nave laterale (câte una de fiecare parte a navei centrale pentru bazilicile cu trei nave, câte două pentru bazilicile cu cinci nave) mai strâmte (și uneori mai joase), dar tot atât de lungi. Spațiul poate fi acoperit cu un plafon în șarpantă sau cu un plafon în bolte suportate de stâlpi.  Înălțimea navei centrale excede, în principiu, pe aceea a navelor laterale, permițând amenajarea ferestrelor  în partea superioară a zidurilor laterale pentru iluminarea spațiului interior. În cazul celor mai mari bazilici, colonada de la parter este surmontată de o a doua colonadă, sau chiar de o a treia, care susține pereții cu ferestre. În acest caz, navele laterale sunt surmontate de un etaj care formează o galerie cu vedere spre spațiul central.

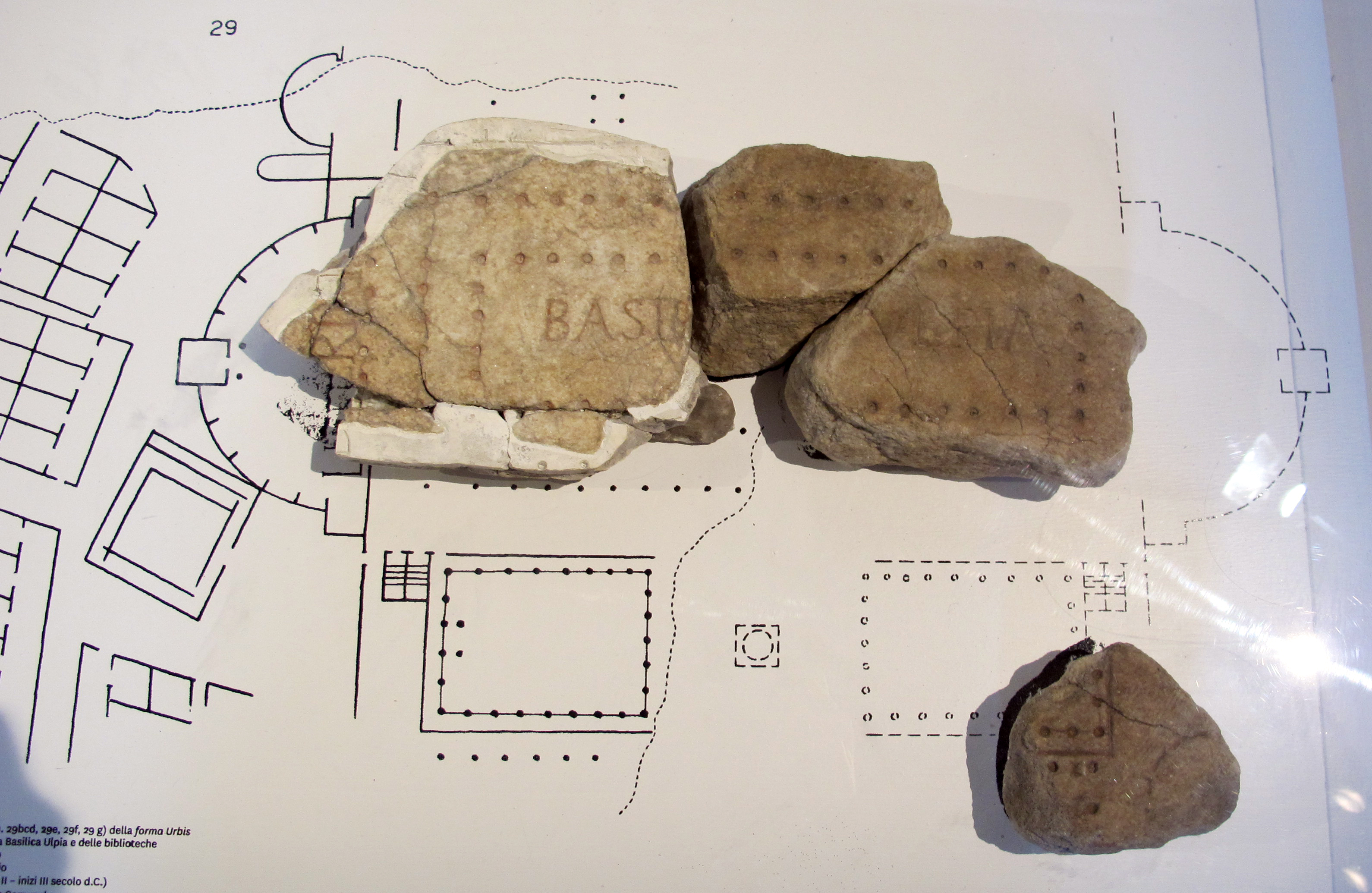
Planul bazilicii Ulpia pe Forma Urbis.
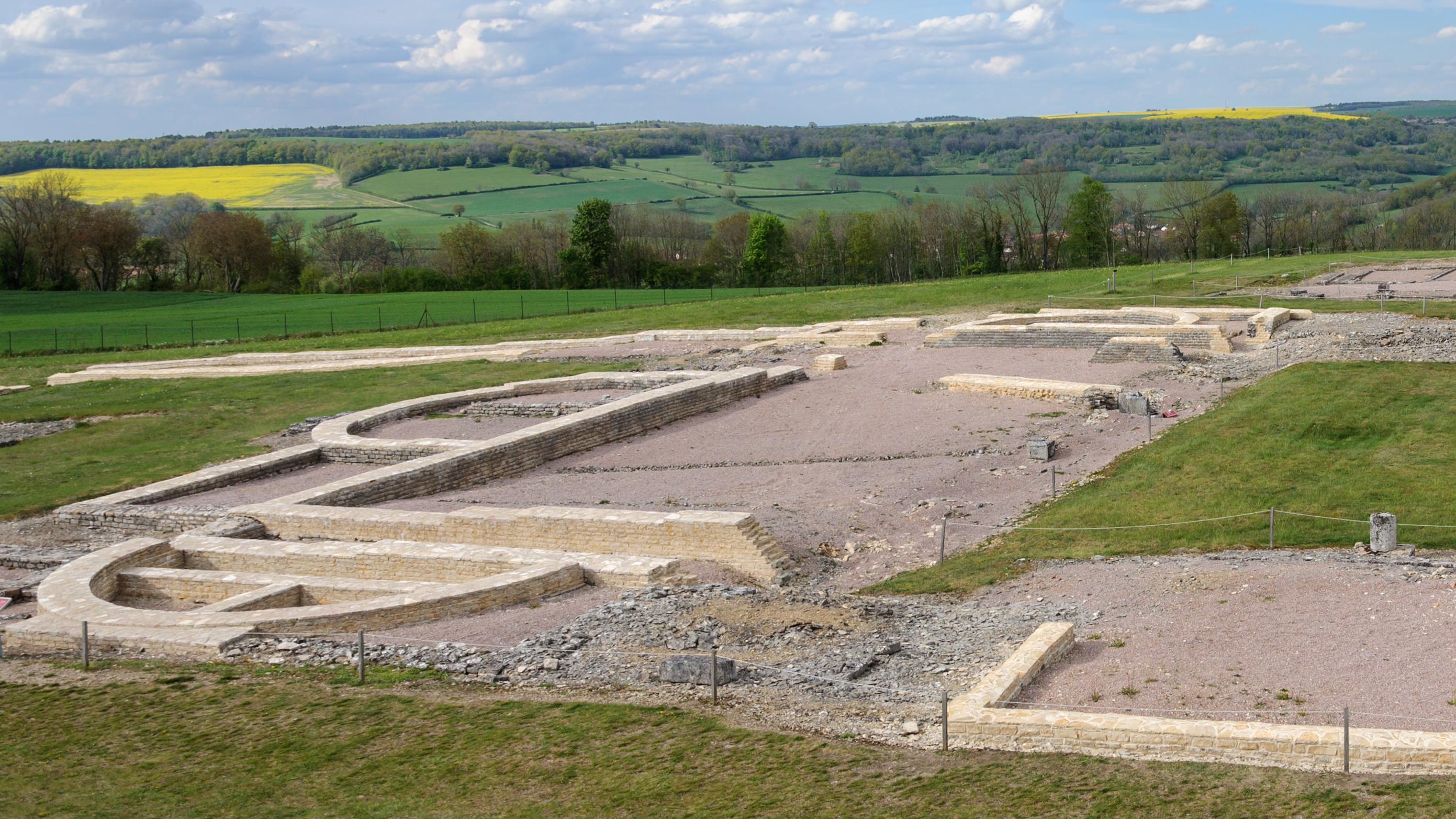
Bazilica civilă de pe situl arheologic de la Alésia. Vestigiile zidurilor desenează planul clădirii.
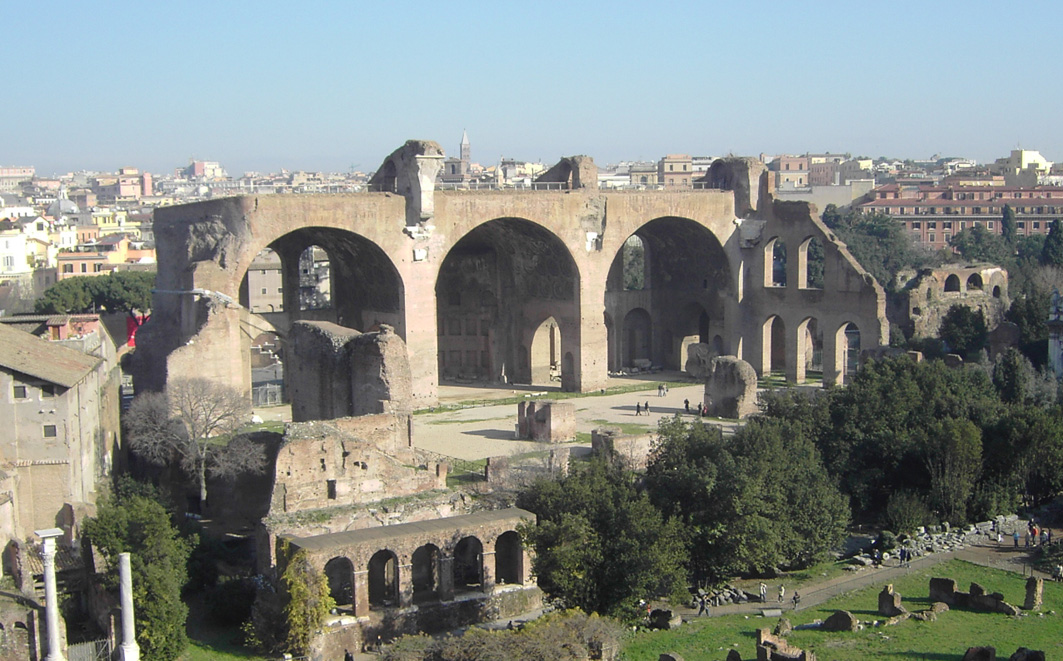
Basilica lui Maxentius și Constantin la Roma, construită între Forumul Roman și Colosseum la începutul secolului al IV-lea.
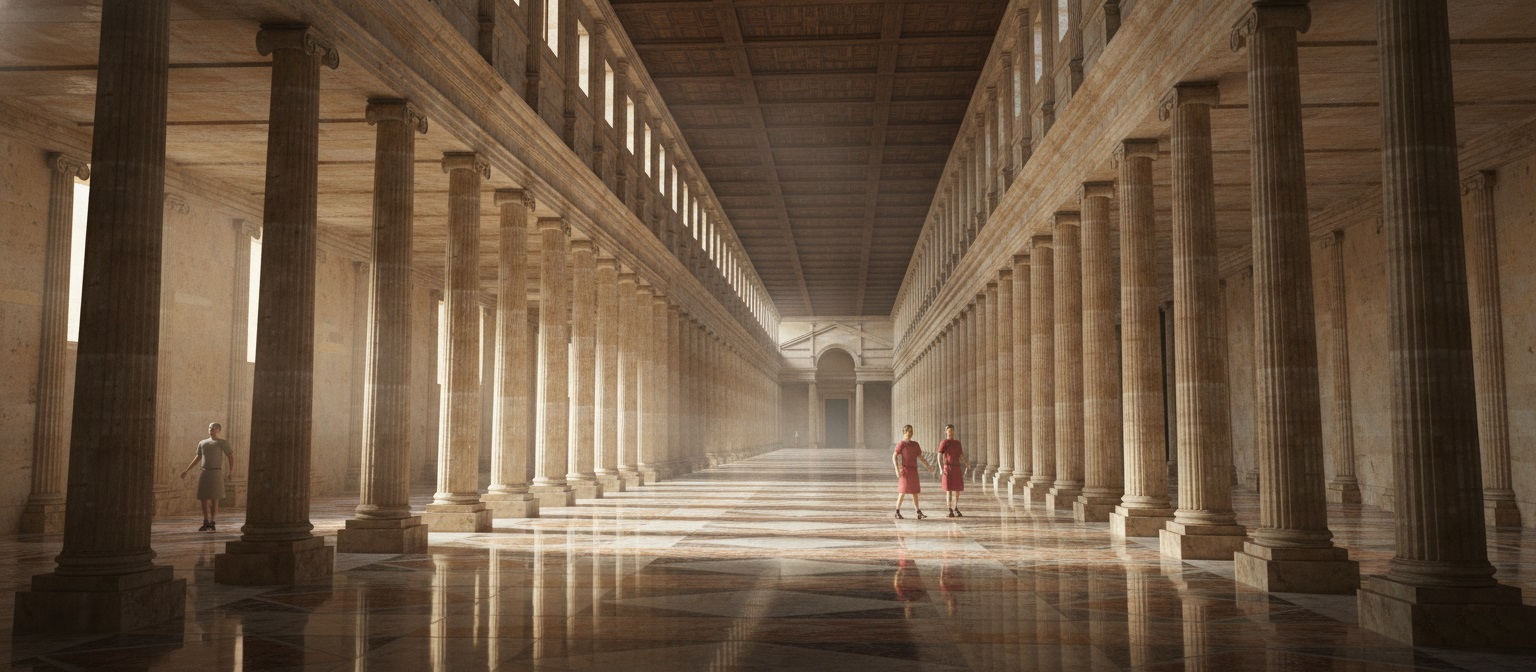
Reconstituirea bazilicii civile din Afrodisia (Turcia, sfârșitul secolului I, modificată în secolul al II-lea).

### Bazilicile civile din Roma
Primele bazilici construite la Roma în secolul al II-lea î.Hr. s-au inspirat de la modelul grec, așa cum a fost văzut în timpul campaniilor romane în Macedonia și în Siria. O primă bazilică, de mici dimensiuni, a fost construită pe Forumul Roman, în zona ocupată, mai târziu, de partea sudică a Bazilicii Æmilia. Acest prim edificiu, datat chiar de la sfârșitul secolului al III-lea î.Hr. nu poartă un nume și este numit pur și simplu „basilica” de către autorii antici. Din 184 î.Hr. până în 170 î.Hr., noile bazilici Porcia, Æmilia și Sempronia, construite în jurul Forumului, sunt desemnate  prin numele cenzorilor comanditari ai construirii lor. Aceste edificii sunt bogat decorate cu obiecte de artă preluate din regate înfrânte. Autorul Polemius Silvius, care a scris la mijlocul secolului al V-lea, dă o listă de unsprezece bazilici pentru orașul Roma.
| Nume                                                          | Date                       | Locuri             | Comanditari                               | Comentarii |
| ------------------------------------------------------------- | -------------------------- | ------------------ | ----------------------------------------- | --- |
| Basilica Æmilia Bazilica Æmilia                               | 179 î.Hr.                  | Forumul Roman      | M. Æmilius Lepidus și M. Fulvius Nobilior | Denumită și Basilica Paulli și Basilica Fulvia.                                                                                           |
| Basilica Alexandrina Bazilica Alexandrina                     | Pe la 230                  | Câmpul lui Marte   | Alexandru Sever                           | Proiect de construire a unei bazilici cuprinzând doar colonade pe marginea Saepta Iulia, dar care nu a fost finalizată.                   |
| Basilica Argentaria Bazilica Argentaria                       | 113                        | Forurile Imperiale | Traian                                    | |
| Basilica Claudii Bazilica Claudii                             | ?                          | ?                  | ?                                         | Citată de Polemius Silvius, dar necunoscută altfel.                                                                                       |
| Basilica Floscellaria Bazilica Floscellaria                   | ?                          | ?                  | ?                                         | Bazilică de dimensiuni modeste care găzduia activități legate de flori.                                                                   |
| Basilica Hilariania Bazilica Hilariania                       | Pe la 150                  | Caelius            | M. Poplicius Hilarus                      | Găzduia negustorii de perle și loc de întâlnire al unui colegiu de preoți devotați cultului zeiței Cybele.                                |
| Basilica Iulia Bazilica Iulia                                 | 46 î.Hr.                   | Forumul Roman      | Iulius Caesar apoi Augustus               | A înlocuit Basilica Sempronia. |
| Basilica Iulia Aquiliana Bazilica Iulia Aquiliana             | Mijlocul secolului I î.Hr. | ?                  | Caius Aquilius Gallus (?)                 | Mentionnată de către Vitruviu, construcția sa a fost atribuită lui Caius Aquilius Gallus, în onoarea lui Iulius Caesar, fără certitudine. |
| Basilica Iunii Bassi Bazilica lui Iunius Bassus               | 331                        | Esquillin          | Junius Annius Bassus                      | |
| Basilica Matidiae et Marcianae Bazilica Matidiei și Marcianei | Pe la 120                  | Câmpul lui Marte   | Hadrian                                   | Citată de către Polemius Silvius și de cataloagele regionare, poate fi o secțiune a porticului din jurul templului Matidiei.              |
| Basilica Maxentii et Constantini Bazilica lui Constantin      | Pe la 310                  | Velia              | Maxentius apoi Constantin cel Mare        | Denumită și Basilica Nova sau Basilica Constantiniana.                                                                                    |
| Basilica Neptuni Bazilica lui Neptun                          | 25 î.Hr.                   | Câmpul lui Marte   | Marcus Vipsanius Agrippa                  | |
| Basilica Opimia Bazilica Opimia                               | 121 î.Hr.                  | Forumul Roman      | Lucius Opimius                            | |
| Basilica Porcia Bazilica Porcia                               | 184 î.Hr.                  | Forumul Roman      | Cato cel Bătrân                           | Cea mai veche bazilică romană. |
| Basilica Sempronia Bazilica Sempronia                         | 170 î.Hr.                  | Forumul Roman      | Tiberius Sempronius Gracchus cel Bătrân   | Bazilică distrusă și înlocuită cu Basilica Iulia.                                                                                         |
| Basilica Ulpia Bazilica Ulpia                                 | 112                        | Forurile Imperiale | Traian                                    | |
| Basilica Vascellaria Bazilica Vascellaria                     | ?                          | ?                  | ?                                         | Bazilică de dimensiuni modeste care găzduia negustori de veselă de metal.                                                                 |
| Basilica Vestilia Bazilica Vestilia                           | ?                          | ?                  | ?                                         | Bazilică de dimensiuni modeste care găzduia activități legate de îmbrăcăminte.                                                            |

## Bazilicile creștine
Planul bazilicii civile romane a servit de model la sfârșitul Antichității pentru construirea primelor biserici creștine, de unde utilizarea termenului de „bazilică” pentru desemnarea unor biserici din epoca lui Constantin cel Mare. Cuvântul continuă și în prezent să desemneze edificii religioase de importanță deosebită, fără a îndeplini, totuși, funcțiile unei catedrale, care beneficiază de privilegii deosebite.